# George Hotz

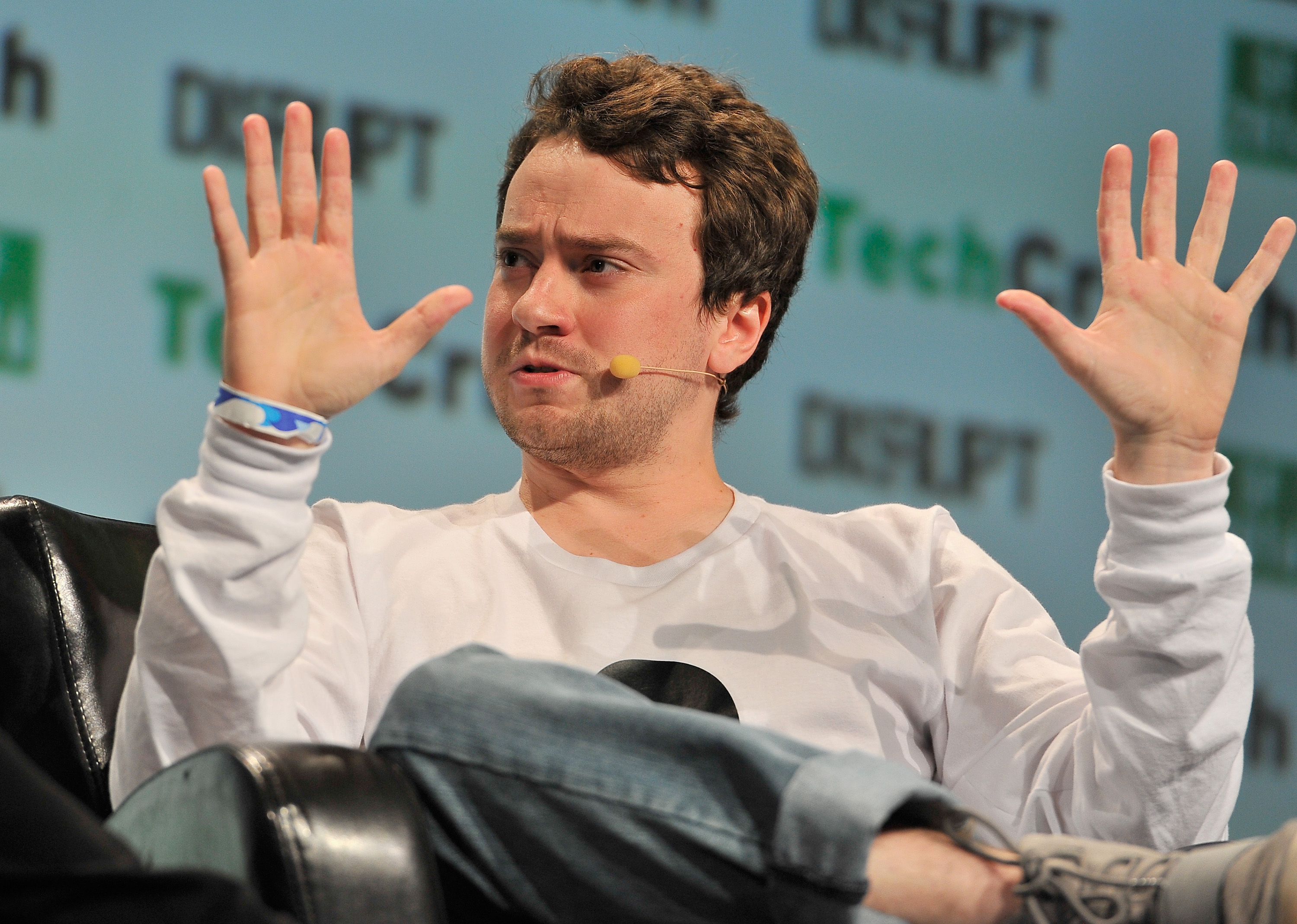
George Hotz 2016 bei TechCrunch Disrupt

George Francis Hotz (* 2. Oktober 1989 in Glen Rock, New Jersey), auch bekannt unter dem Pseudonym geohot, ist ein US-amerikanischer Hacker, Unternehmer und Softwareentwickler. Bekanntheit erlangte er für die Entwicklung des ersten iOS-Jailbreaks, der Entschlüsselung der PlayStation 3 und der anschließenden Klage von Sony gegen ihn.

## Lebenslauf

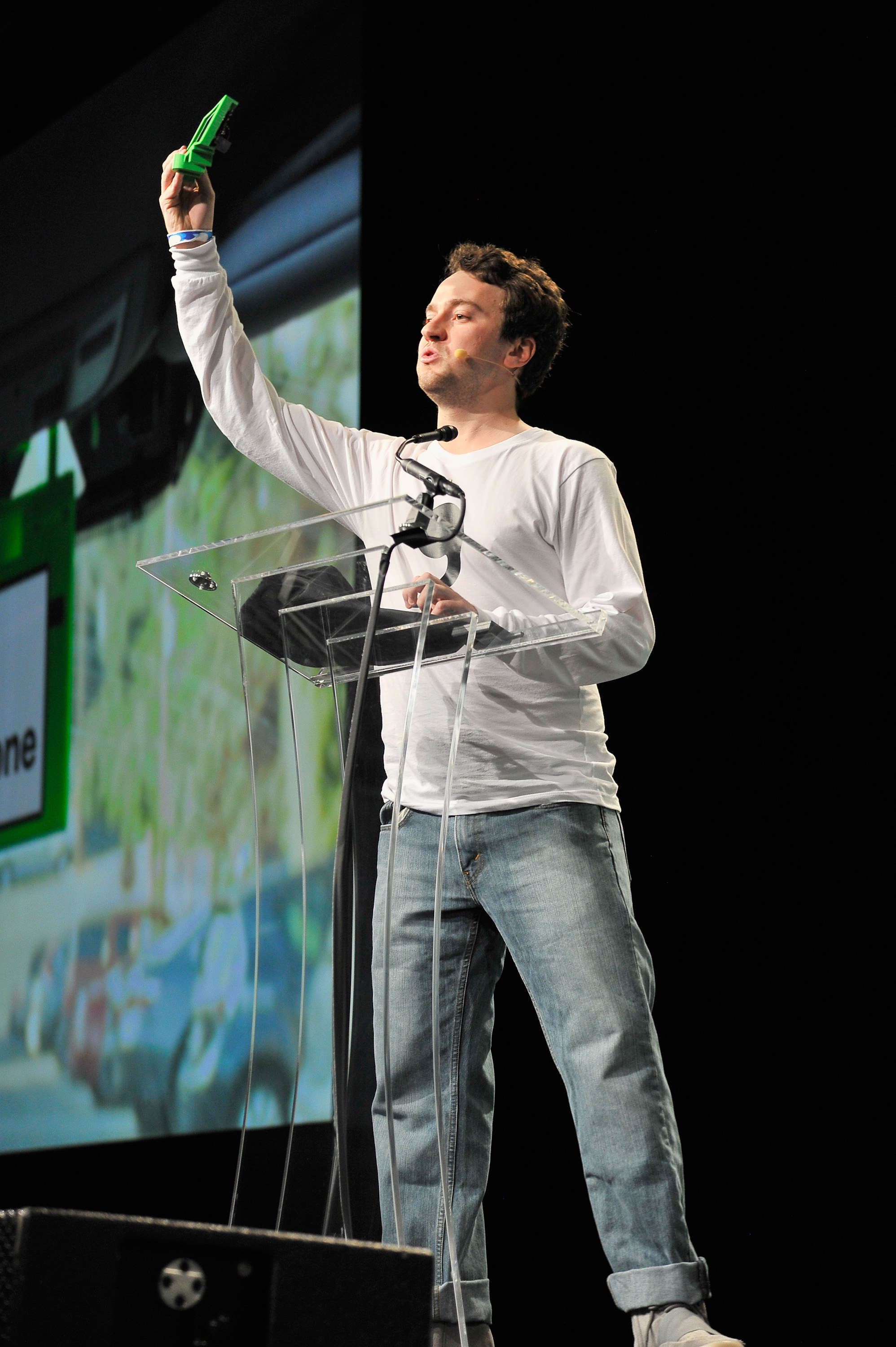
George Hotz während der TechCrunch Disrupt

Hotz wuchs in Glen Rock im US-Bundesstaat New Jersey auf, wo er auch zur Schule ging und im Jahr 2007 seinen Highschool-Abschluss machte. Er hat eine Schwester. Bereits in der Grundschule interessierte er sich für technische Geräte, die er auseinanderbaute und nach eigenen Ideen in anderer Form wieder zusammensetzte. Im Jahr 2005 nahm Hotz am Wettbewerb der International Science and Engineering Fair (ISEF) der Firma Intel teil. Er erreichte mit seinem Projekt „The Googler“ die Endrunde. Im Jahr 2007 wurde sein Projekt „I want a Holodeck“ beim gleichen Wettbewerb mit mehreren Preisen ausgezeichnet. Im Mai 2011 wurde George Hotz als Softwareentwickler bei Facebook eingestellt. Seit September 2015 arbeitet er an selbstfahrenden Autos in seiner Firma comma.ai.

## Sicherheitsforschung

### iOS
Im August 2007 gelang es George Hotz mit 17 Jahren als erster Person, die SIM-Sperre eines iPhones zu entfernen. Hotz fuhr damit fort, die Sicherheitsvorkehrungen der nachfolgenden Versionen des iPhone zu umgehen, unter anderem veröffentlichte er im Oktober 2009 blackra1n, eine Software, die alle iPhone- und iPod Touch-Geräte mit iOS 3.1.2 jailbreaken konnte.
Am 13. Juli 2010 gab Hotz die Einstellung seiner Jailbreaking-Aktivitäten bekannt und begründete dies mit der Demotivation durch die Technologie und die unerwünschte persönliche Aufmerksamkeit. Dennoch veröffentlichte er bis Oktober 2010 weiterhin neue softwarebasierte Jailbreak-Techniken.

### PlayStation 3

#### Exploit
Im Dezember 2009 kündigte Hotz seine ersten Absichten an, die Sicherheitsvorkehrungen der PlayStation 3 umgehen zu wollen. Am 22. Januar 2010 gab er bekannt, dass er Lese- und Schreibzugriff auf den Systemspeicher des Geräts sowie Zugriff auf Hypervisor-Ebene auf den Prozessor des Geräts erlangt hat.
Am 26. Januar 2010 veröffentlichte Hotz den Exploit der Öffentlichkeit. Am 28. März 2010 reagierte Sony mit der Ankündigung, ein Firmware-Update für die PlayStation 3 zu veröffentlichen, mit dem die OtherOS-Funktion aus allen Modellen entfernt werden sollte, eine Funktion, die bei den neueren Slim-Versionen des Geräts bereits fehlte.
Am 13. Juli 2010 teilte Hotz auf seinem Twitter-Konto mit, dass er seine Bemühungen aufgegeben habe.

#### Gerichtliche Auseinandersetzung mit Sony
Am 11. Januar 2011 verklagte Sony George Hotz und die fail0verflow-Mitglieder Hector Martin und Sven Peter. Hotz sollte laut der Klageschrift von Sony gegen den Digital Millennium Copyright Act, das Urheberrecht sowie weitere Bundesgesetze und Gesetze des Staates Kalifornien gegen Computerbetrug etc. verstoßen haben. Um Beweismaterial für diesen Prozess zu sammeln, erwirkte der Konzern Anfang März 2011 eine weitreichende gerichtliche Anordnung. Demnach sollte Sony umfassende Daten über die Besucher von Hotz’ Website bekommen. Der zuständige Internet-Provider wurde verpflichtet, die Logdateien an Sony herauszugeben, was für den Konzern die Möglichkeit bedeutete, die IP-Adressen der Besucher und deren Downloadverhalten seit Anfang 2009 feststellen zu können. Andere Unternehmen, die Auskunft über Besucher von durch Hotz veröffentlichte Webseiten oder Dateien geben mussten, waren Google, YouTube und Twitter. Auf YouTube hatte Hotz ein Video mit einer Anleitung für das Cracken der PS3 eingestellt. Die Electronic Frontier Foundation bezeichnete die Gerichtsentscheidung über diese Auskunftspflichten als unangemessen und wollte juristisch dagegen vorgehen.
Hotz teilte zwischenzeitlich über seine Website mit, dass er dank zahlreicher Spenden von Internet-Usern in der Lage sei, seine Anwaltskosten zu bezahlen. Er bat gleichzeitig Medien und Privatleute um Unterstützung, indem diese ihre Ablehnung des Vorgehens von Sony möglichst weit verbreiten sollten.
Die gerichtliche Auseinandersetzung mit Sony wurde Ende März 2011 im gegenseitigen Einvernehmen eingestellt. Hotz akzeptierte eine einstweilige Verfügung, deren Inhalt geheim blieb. Die nicht benötigten Spenden in Höhe von 10.000 US-Dollar führte er der Electronic Frontier Foundation zu, die ihn unterstützt hatte.
Anfang April 2011 legten Mitglieder der Anonymous-Bewegung als Vergeltung („Operation Sony“) für den „Missbrauch des Justizsystems“ mehrere Websites von Sony durch eine mit der Software Low Orbit Ion Cannon durchgeführte DDoS-Attacke still.
Im Juni 2011 stahl und veröffentlichte die Hackergruppe Lulz Security vermutlich eine Million Nutzerdaten von der Website von Sony Pictures, als Motiv nannten sie Vergeltung für Hotz.

## comma.ai
Im September 2015 gründete Hotz die Firma comma.ai und schon im Dezember stellte er in einem Interview erste Erfolge seiner auf Künstlicher Intelligenz basierenden Software für selbstfahrende Fahrzeuge vor. Da er jedoch keine Autorisierung vom Kalifornischen Department of Motor Vehicles hatte, verlangten diese von ihm Unterlassung weiterer Tests. Hotz versuchte die Software an Tesla zu verkaufen, es kam jedoch zu keiner Übereinkunft.
Im Oktober 2016 sollte das comma one auf den Markt gebracht werden, welches mit einfacher auf Smartphonetechnologie basierender Hardware umfangreiche Selbststeuerungsfähigkeiten für verschiedene Honda-Modelle ermöglicht hätte. Der Verkauf wurde aber durch Anforderungen der National Highway Traffic Safety Administration unterbunden. Daraufhin veröffentlichte comma.ai die Software Ende November 2016 unter dem Namen openpilot auf Open-Source-Basis.
Im Januar 2020 wurde das comma two für $999 vorgestellt, das ab Werk nur als Dashcam funktioniert, aber auf das auf einfache Weise openpilot heruntergeladen werden kann, welches nach 2016 für den US-Markt produzierten PKW umfangreiche Selbststeuerungsfähigkeiten verleiht.